# Parafia Pana Jezusa Ukrzyżowanego w Gajdach
Parafia Pana Jezusa Ukrzyżowanego w Gajdach – parafia rzymskokatolicka z siedzibą w Gajdach, administracyjnie należąca do archidiecezji wileńskiej, znajdująca się w dekanacie ignalińskim. 